# Happerschoß
Happerschoß [-ʃɔs] ist ein Ortsteil der Stadt Hennef (Sieg)  im Rhein-Sieg-Kreis in Nordrhein-Westfalen. Bis 1956 war Happerschoß eine eigenständige Gemeinde.

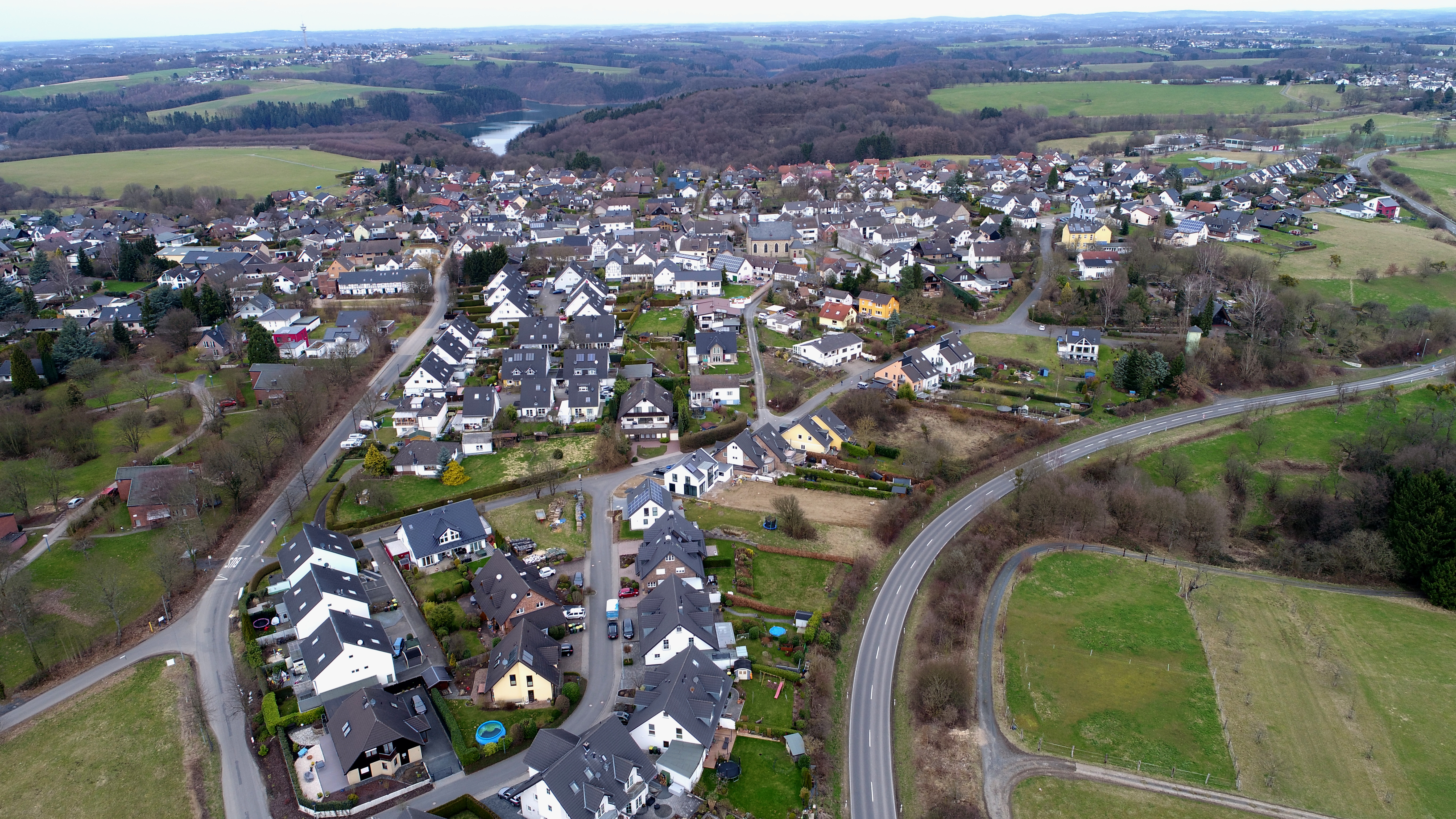
Happerschoß, Luftaufnahme (2017)

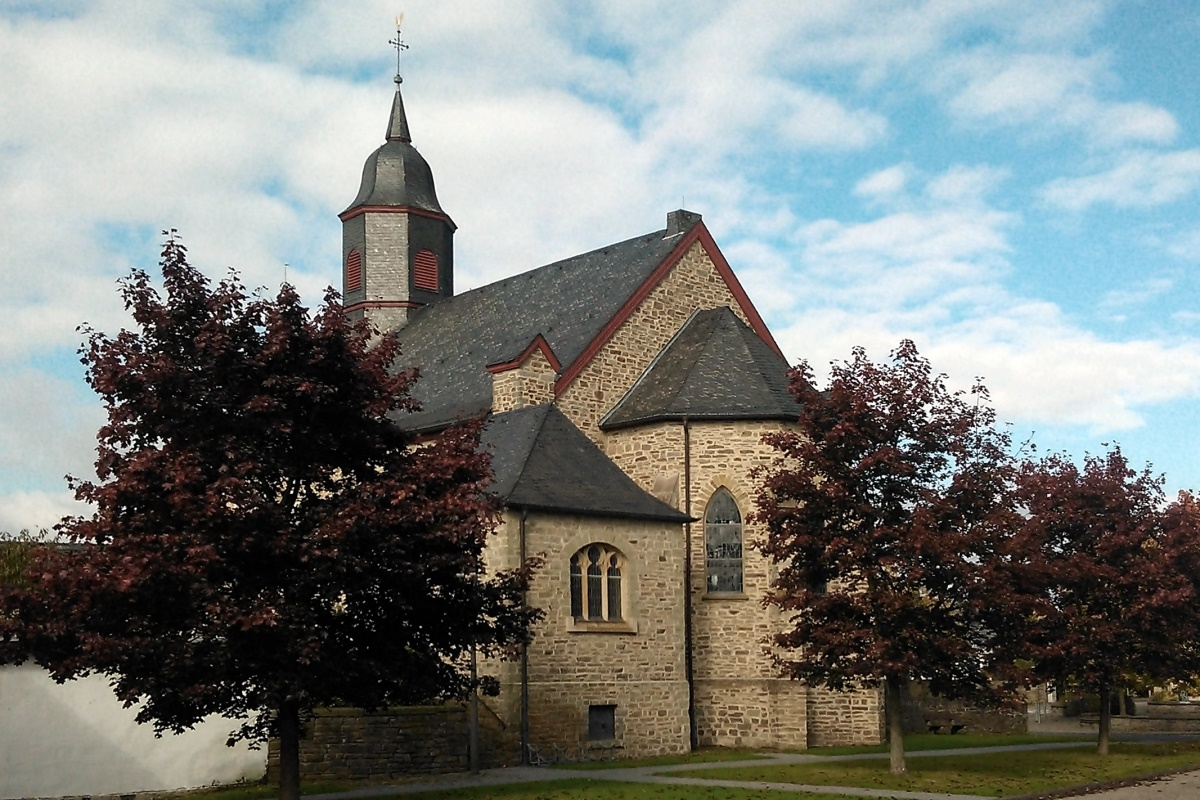
Kirche St. Remigius

## Geschichte
Erstmals erwähnt wurde der Ort 1054 als haberscozze. Die heute aus scozze gebildete Endung -schoß beruhte wie bei den Nachbarorten auf der Lage auf einem Bergvorsprung. 1384 wird das Weistum des „Freigerichts Happerschoß“ für den Bereich der Honschaft genannt.
Im Dreißigjährigen Krieg wurde Happerschoß von schwedischen Truppen gebrandschatzt, am 28. Oktober 1672 durch französische Truppen ausgeplündert. 

### Kirche St. Remigius
Die letzte und größte Heimsuchung fand am 11. August 1807 statt, als ein Großfeuer die unter Erzbischof Anno II. erbaute Kirche Sankt Remigius, 36 Wohnhäuser und 24 Scheunen vernichtete. Nur wenige sakrale Gegenstände aus der Kirche konnten gerettet werden. Einen neuen Kirchenbau befürwortete das Großherzogtum Berg nicht, eine Zusammenlegung mit der Pfarre Bödingen war in Planung. 
Durch Eigeninitiative der Pfarrgemeinde und mit Unterstützung des Landrates Freiherr Maximilian von Loë konnte offiziell am 18. August 1818 mit einem Kirchenneubau angefangen werden. Am 12. Dezember 1818 war der Bau bereits beendet.

### Gemeinde Happerschoß
Nach den auf dem Wiener Kongress abgeschlossenen Verträgen, kam die Region an das Königreich Preußen. Unter der preußischen Verwaltung war die Gemeinde Happerschoß dem Verwaltungsbezirk der Bürgermeisterei Lauthausen zugeordnet, welche Teil des Kreises Uckerath im Regierungsbezirk Köln war. Nach der Auflösung des Kreises Uckerath (1820) kam die Gemeinde Happerschoß zum Kreis Siegburg (1825 umbenannt in Siegkreis). 
Die Gemeinde bestand 1885 neben Happerschoß aus zwei weiteren Ortsteilen: Bröl und Heisterschoß. Es gab in der Gemeinde 195 Wohngebäude (einschließlich unbewohnter) mit 180 Haushalten. Dort lebten 927 Einwohner (479 Männer und 448 Frauen). Alle Bürger waren damals katholisch, die Gemeinde hatte eine eigene Pfarrkirche.
Die Gemeinde hatte 1885 eine Fläche von 902 ha, davon 477 ha Acker-, 66 ha Wiesen- und 316 ha Waldfläche. Heute gehört das Gebiet zur Stadt Hennef.
Am 1. Oktober 1956 wurde die Gemeinde Happerschoß der damals neu gebildeten amtsfreien Gemeinde Lauthausen zugeordnet. Im Rahmen der kommunalen Neugliederung des Raumes Bonn wurde zum 1. August 1969 auch die amtsfreie Gemeinde Lauthausen aufgelöst, Happerschoß wurde der gleichzeitig neu gebildeten Gemeinde Hennef (Sieg) zugeordnet.

### Einwohnerentwicklung
| Jahr | Einwohner |
| ---- | --------- |
| 1816 | 712       |
| 1843 | 856       |
| 1871 | 832       |
| 1905 | 855       |
| 1950 | 1076      |

## Verkehr
An Happerschoß vorbei führt die Landesstraße 352.

## Sport
Der SSV Happerschoß wurde 2019 und nach Coronapause erneut 2022 Deutscher Meister im Crossminton.

## Sehenswürdigkeiten
Happerschoß kann als Ausgangspunkt für Wanderungen zur Wahnbachtalsperre genutzt werden. Happerschoß liegt am Ende eines Bergrückens und bietet einen weiten Ausblick nach Süden Richtung Westerwald, nach Westen Richtung Siebengebirge und nach Nordwesten auf die Rheinische Bucht. Weiterhin gibt es einen Planetenweg in Richtung Heisterschoß, beginnend am Fußballplatz.